# جام باشگاه‌های جهان ۲۰۱۰
جام باشگاه‌های جهان ۲۰۱۰ (با نام رسمی جام باشگاه‌های جهان امارات متحده عربی ۲۰۱۰ که توسط تویوتا حمایت مالی شد) یک تورنمنت فوتبال بود که از ۸ تا ۱۸ سپتامبر ۲۰۱۰ در امارات متحده عربی برگزار شد. این هفتمین دوره جام باشگاه‌های جهان بود.
بارسلونا، مدافع عنوان قهرمانی، واجد شرایط نشد زیرا در نیمه نهایی لیگ قهرمانان اروپا ۱۰–۲۰۰۹ توسط قهرمان مسابقات، اینتر میلان حذف شد. نماینده آفریقا، تی‌پی مازمبه از جمهوری دموکراتیک کنگو در نیمه نهایی، اینترناسیونال برزیل از آمریکای جنوبی را شکست داد تا اولین تیم خارج از اروپا یا آمریکای جنوبی باشد که به فینال جام باشگاه‌های جهان می‌رسد. با این حال، مازمبه نتوانست از مانع نهایی عبور کند، زیرا آنها در فینال ۳–۰ به اینتر میلان باخت. این سومین عنوان قهرمانی جهانی اینتر بود زیرا این تیم در سال‌های ۱۹۶۴ و ۱۹۶۵ قهرمان جام بین قاره‌ای شد.

## انتخاب میزبان
کمیته اجرایی فیفا، امارات متحده عربی را به عنوان میزبان مسابقات ۲۰۰۹ و ۲۰۱۰ در ۲۷ مه ۲۰۰۸ طی نشست آنها در سیدنی، استرالیا منصوب کرد. استرالیا، ژاپن و پرتغال نیز برای میزبانی مسابقات پیشنهاد دادند، اما پرتغال بعداً کنار رفت.

## تیم‌های حاضر
اینترناسیونال اولین تیم قهرمانی بود که باری دیگر در مسابقات شرکت کرد.
| تیم                               | کنفدراسیون         | صلاحیت                                    | حضور                     |
| ورود در نیمه نهایی                | ورود در نیمه نهایی | ورود در نیمه نهایی                        | ورود در نیمه نهایی       |
| --------------------------------- | ------------------ | ----------------------------------------- | ------------------------ |
| اینترناسیونال                     | کونمبول            | قهرمان جام لیبرتادورس ۲۰۱۰                | دومین (قبلی: ۲۰۰۶)       |
| اینتر میلان                       | یوفا               | قهرمان لیگ قهرمانان اروپا ۱۰–۲۰۰۹         | اولین                    |
| ورود در یک‌چهارم نهایی             |                    |                                           |                          |
| سئونگنام ایلهوا چونما             | ای‌اف‌سی             | قهرمان لیگ قهرمانان آسیا ۲۰۱۰             | اولین                    |
| تی‌پی مازمبه                       | کاف                | قهرمان لیگ قهرمانان آفریقا ۲۰۱۰           | دومین (قبلی: ۲۰۰۹)       |
| پاچوکا                            | کونکاکاف           | قهرمان لیگ قهرمانان کونکاکاف ۱۰–۲۰۰۹      | سومین (قبلی: ۲۰۰۷, ۲۰۰۸) |
| ورود در پلی آف برای یک‌چهارم نهایی |                    |                                           |                          |
| هیکاری یونایتد                    | اواف‌سی             | قهرمان لیگ قهرمانان اقیانوسیه ۱۰–۲۰۰۹     | اولین                    |
| الوحده                            | ای‌اف‌سی (میزبان)    | قهرمان لیگ برتر امارات متحده عربی ۱۰–۲۰۰۹ | اولین                    |

## داوران
| کنفدراسیون | داوران             | کمک داوران                      |
| ---------- | ------------------ | ------------------------------- |
| ای‌اف‌سی     | بن ویلیامز         | رودنی آلن محمدرضا ابوالفضلی     |
| ای‌اف‌سی     | یوییچی نیشیمورا    | توشیوکی ناگی تارو ساگارا        |
| کاف        | دنیل بنت           | اواریست منکوانده رضوان عشیق     |
| کونکاکاف   | روبرتو مورنو       | لیونل لئال دنیل ویلیامسون       |
| کونمبول    | ویکتور هوگو کاریلو | جانی بوسیو خورخه یوپانکوی       |
| اواف‌سی     | مایکل هستر         | ژان-هندریک هینتز تویتا ماکاسینی |
| یوفا       | بیورن کویپرس       | بری سیمونز سندر فن روکل         |

## ورزشگاه‌ها
ابوظبی تنها شهر میزبان جام باشگاه‌های جهان ۲۰۱۰ بود.
| ابوظبی                                                                      | ابوظبی                                                                  |
| --------------------------------------------------------------------------- | ----------------------------------------------------------------------- |
| ورزشگاه محمد بن زاید                                                        | ورزشگاه شهر ورزشی زاید                                                  |
| ۲۴°۲۷′۰۹٫۹۵″ شمالی ۵۴°۲۳′۳۱٫۲۷″ شرقی / ۲۴٫۴۵۲۷۶۳۹°شمالی ۵۴٫۳۹۲۰۱۹۴°شرقی     | ۲۴°۲۴′۵۷٫۹۲″ شمالی ۵۴°۲۷′۱۲٫۹۳″ شرقی / ۲۴٫۴۱۶۰۸۸۹°شمالی ۵۴٫۴۵۳۵۹۱۷°شرقی |
| گنجایش: ۴۲٬۰۵۶                                                              | گنجایش: ۵۰٬۰۰۰                                                          |
|                                                                             |                                                                         |
| ابوظبی (م.ب.ز.)ابوظبی (ش.و.ز.)جام باشگاه‌های جهان ۲۰۱۰ (امارات متحده عربی) · |                                                                         |

## مسابقات
قرعه کشی در ۲۷ اکتبر ۲۰۱۰ در مقر فیفا در زوریخ، سوئیس برای تصمیم گیری در مورد دو دیدار مرحله یک‌چهارم نهایی برگزار شد.
اگر یک مسابقه بعد از زمان عادی بازی مساوی می‌شد، ۳۰ دقیقه وقت اضافه انجام می‌شد. اگر بعد از وقت اضافه باز هم مساوی می‌شد، ضربات پنالتی برای تعیین برنده برگزار می‌شد. با این حال، برای مسابقات مقام پنجم و سوم، هیچ وقت اضافه‌ای برگزار نشد و در صورت مساوی بودن، مسابقه مستقیماً به ضربات پنالتی می‌رفت تا برنده مشخص شود.
|  | پلی آف                      | پلی آف                      |                             |             | یک‌چهارم نهایی               | یک‌چهارم نهایی               |         |         | نیمه نهایی | نیمه نهایی |  |  | فینال                       | فینال                       |
|  | ۸ دسامبر – ابوظبی (م.ب.ز.)  |                             |                             |             |                             |                             |         |         |            |            |  |  |                             |                             |
|  | الوحده                      | ۳                           |                             |             | ۱۱ دسامبر – ابوظبی (ش.و.ز.) | ۱۱ دسامبر – ابوظبی (ش.و.ز.) |         |         |            |            |  |  |                             |                             |
|  | الوحده                      | ۳                           |                             |             | ۱۱ دسامبر – ابوظبی (ش.و.ز.) | ۱۱ دسامبر – ابوظبی (ش.و.ز.) |         |         |            |            |  |  |                             |                             |
|  | هیکاری یونایتد              | ۰                           |                             |             | الوحده                      | ۱                           |         |         |            |            |  |  |                             |                             |
|  | هیکاری یونایتد              | ۰                           | ۱۵ دسامبر – ابوظبی (ش.و.ز.) |             | الوحده                      | ۱                           |         |         |            |            |  |  |                             |                             |
|  |                             |                             |                             |             | سئونگنام ایلهوا چونما       | ۴                           |         |         |            |            |  |  |                             |                             |
|  | سئونگنام ایلهوا چونما       | ۰                           |                             |             | سئونگنام ایلهوا چونما       | ۴                           |         |         |            |            |  |  |                             |                             |
|  | سئونگنام ایلهوا چونما       | ۰                           |                             |             |                             |                             |         |         |            |            |  |  |                             |                             |
|  |                             |                             | اینتر میلان                 | ۳           |                             |                             |         |         |            |            |  |  |                             |                             |
|  |                             |                             | اینتر میلان                 | ۳           |                             |                             |         |         |            |            |  |  |                             |                             |
|  |                             |                             | ۱۸ دسامبر – ابوظبی (ش.و.ز.) |             |                             |                             |         |         |            |            |  |  |                             |                             |
|  |                             |                             |                             |             |                             |                             |         |         |            |            |  |  |                             |                             |
|  | اینتر میلان                 | ۳                           |                             |             |                             |                             |         |         |            |            |  |  |                             |                             |
|  | اینتر میلان                 | ۳                           | ۱۰ دسامبر – ابوظبی (م.ب.ز.) |             |                             |                             |         |         |            |            |  |  |                             |                             |
|  |                             | تی‌پی مازمبه                 | ۰                           |             |                             |                             |         |         |            |            |  |  |                             |                             |
|  |                             |                             | ۰                           | تی‌پی مازمبه | ۱                           |                             |         |         |            |            |  |  |                             |                             |
|  | ۱۴ دسامبر – ابوظبی (م.ب.ز.) |                             |                             | تی‌پی مازمبه | ۱                           |                             |         |         |            |            |  |  |                             |                             |
|  |                             | پاچوکا                      | ۰                           |             |                             |                             |         |         |            |            |  |  |                             |                             |
|  | تی‌پی مازمبه                 | پاچوکا                      | ۰                           | ۲           |                             |                             |         |         |            |            |  |  |                             |                             |
|  | تی‌پی مازمبه                 | مقام پنجم                   | مقام پنجم                   | ۲           |                             |                             | رده‌بندی | رده‌بندی |            |            |  |  |                             |                             |
|  |                             | مقام پنجم                   | مقام پنجم                   |             | اینترناسیونال               | ۰                           | رده‌بندی | رده‌بندی |            |            |  |  |                             |                             |
|  | الوحده                      | ۲ (۲)                       | سئونگنام ایلهوا چونما       | ۲           | اینترناسیونال               | ۰                           |         |         |            |            |  |  |                             |                             |
|  | الوحده                      | ۲ (۲)                       | سئونگنام ایلهوا چونما       | ۲           |                             |                             |         |         |            |            |  |  |                             |                             |
|  | پاچوکا (پ)                  | ۲ (۴)                       | اینترناسیونال               | ۴           |                             |                             |         |         |            |            |  |  |                             |                             |
|  | پاچوکا (پ)                  | ۲ (۴)                       | اینترناسیونال               | ۴           |                             |                             |         |         |            |            |  |  |                             |                             |
|  | ۱۵ دسامبر – ابوظبی (ش.و.ز.) | ۱۵ دسامبر – ابوظبی (ش.و.ز.) |                             |             |                             |                             |         |         |            |            |  |  | ۱۸ دسامبر – ابوظبی (ش.و.ز.) | ۱۸ دسامبر – ابوظبی (ش.و.ز.) |

تمامی زمان‌ها محلی هستند، (جی‌اس‌تی).

### پلی آف برای یک‌چهارم نهایی
| الوحده                           | ۳–۰   | هیکاری یونایتد |
| -------------------------------- | ----- | -------------- |
| اوگو ۴۰' · بایانو ۴۴' · جمعه ۷۱' | گزارش |                |

### یک‌چهارم نهایی
| تی‌پی مازمبه | ۱–۰   | پاچوکا |
| ----------- | ----- | ------ |
| بدی ۲۱'     | گزارش |        |

| الوحده     | ۱–۴   | سئونگنام ایلهوا چونما                                            |
| ---------- | ----- | ---------------------------------------------------------------- |
| بایانو ۲۷' | گزارش | مولینا ۴' · اوگننوفسکی ۳۰' · چوی سونگ-کوک ۷۱' · چو دونگ-جئون ۸۱' |

### نیمه نهایی
| تی‌پی مازمبه                 | ۲–۰   | اینترناسیونال |
| --------------------------- | ----- | ------------- |
| کابانگو ۵۳' · کالویتوکا ۸۵' | گزارش |               |

| سئونگنام ایلهوا چونما | ۰–۳   | اینتر میلان                            |
| --------------------- | ----- | -------------------------------------- |
|                       | گزارش | استانکوویچ ۳' · زانتی ۳۲' · میلیتو ۷۳' |

### مسابقه مقام پنجم
| پاچوکا                          | ۲–۲   | الوحده                     |
| ------------------------------- | ----- | -------------------------- |
| کویتانیچ ۸۲'، ۸۹'               | گزارش | مطر ۴۴' · خمیس ۷۷'         |
| ضربات پنالتی                    |       |                            |
| کویتانیچ · لوپز · مونیوس · لونا | ۴–۲   | اوگو · سعید · جمعه · دیارا |

### رده بندی
| اینترناسیونال                                   | ۴–۲   | سئونگنام ایلهوا چونما |
| ----------------------------------------------- | ----- | --------------------- |
| تینگا ۱۵' · آلکساندرو ۲۷'، ۷۱' · دی‌الساندرو ۵۲' | گزارش | مولینا ۸۴'، ۹۰+۳'     |

### فینال
| تی‌پی مازمبه | ۰–۳   | اینتر میلان                          |
| ----------- | ----- | ------------------------------------ |
|             | گزارش | پاندف ۱۳' · اتوئو ۱۷' · بیابیانی ۸۵' |

## قهرمان
| قهرمان جام باشگاه‌های جهان ۲۰۱۰ |
| ------------------------------ |
| اینترمیلان                     |
| اولین قهرمانی                  |

## گلزنان

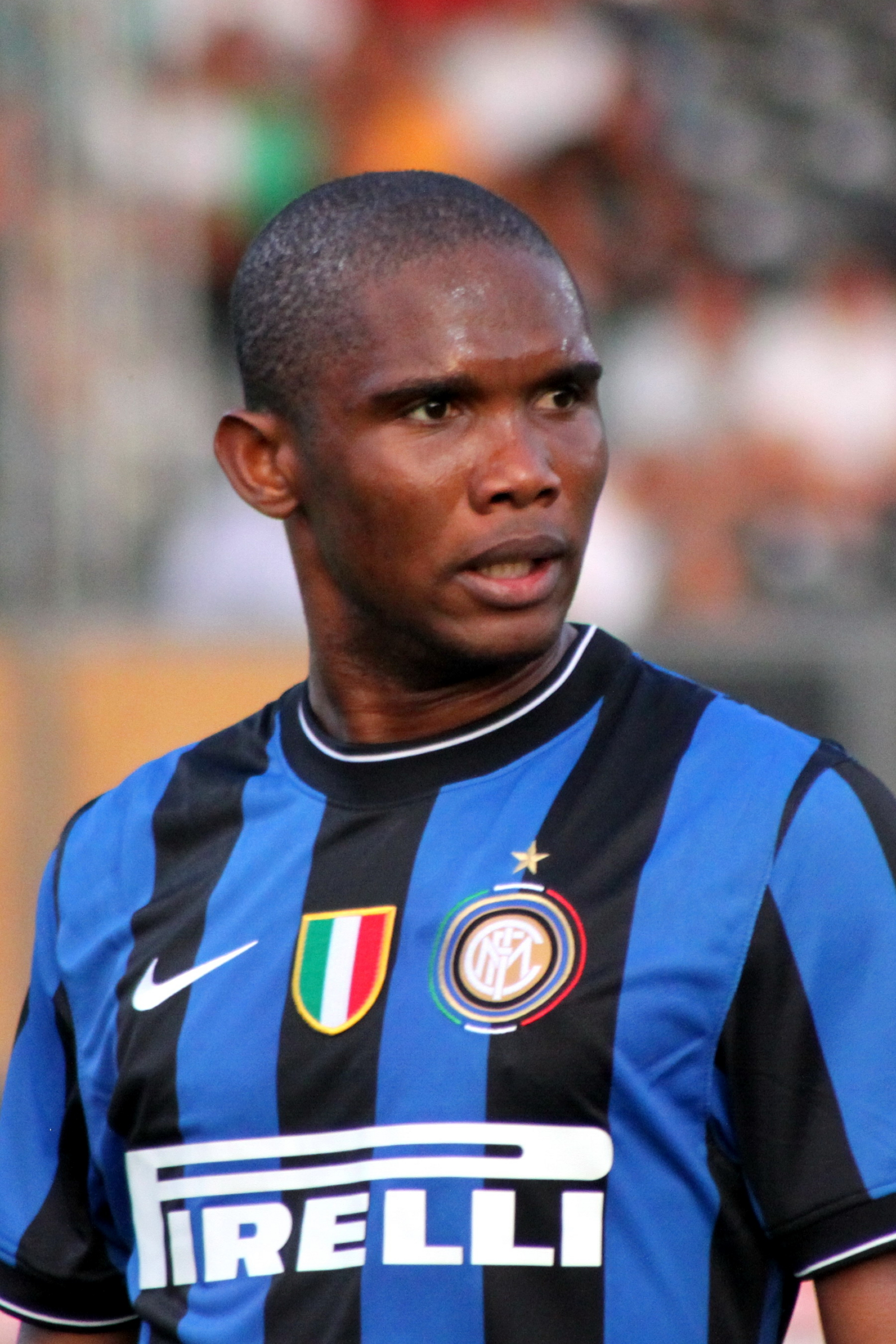
ساموئل اتوئو، برنده توپ طلای جام باشگاه‌های جهان

| رتبه | بازیکن           | تیم                   | گل‌ها |
| ---- | ---------------- | --------------------- | ---- |
| ۱    | مائوریسیو مولینا | سئونگنام ایلهوا چونما | ۳    |
| ۲    | فرناندو بایانو   | الوحده                | ۲    |
| ۲    | آلکساندرو        | اینترناسیونال         | ۲    |
| ۲    | داریو کویتانیچ   | پاچوکا                | ۲    |
| ۵    | اوگو             | الوحده                | ۱    |
| ۵    | عبدالرحیم جمعه   | الوحده                | ۱    |
| ۵    | محمود خمیس       | الوحده                | ۱    |
| ۵    | اسماعیل مطر      | الوحده                | ۱    |
| ۵    | آندرس دی‌الساندرو | اینترناسیونال         | ۱    |
| ۵    | تینگا            | اینترناسیونال         | ۱    |
| ۵    | ژاناتان بیابیانی | اینتر میلان           | ۱    |
| ۵    | ساموئل اتوئو     | اینتر میلان           | ۱    |
| ۵    | دیگو میلیتو      | اینتر میلان           | ۱    |
| ۵    | گوران پاندف      | اینتر میلان           | ۱    |
| ۵    | دژان استانکوویچ  | اینتر میلان           | ۱    |
| ۵    | خاویر زانتی      | اینتر میلان           | ۱    |
| ۵    | چو دونگ-جئون     | سئونگنام ایلهوا چونما | ۱    |
| ۵    | چوی سونگ-کوک     | سئونگنام ایلهوا چونما | ۱    |
| ۵    | ساشا اوگننوفسکی  | سئونگنام ایلهوا چونما | ۱    |
| ۵    | امبنزا بدی       | تی‌پی مازمبه           | ۱    |
| ۵    | پاتو کابانگو     | تی‌پی مازمبه           | ۱    |
| ۵    | دیوکو کالویتوکا  | تی‌پی مازمبه           | ۱    |

## جوایز
| توپ طلای آدیداس جایزه تویوتا | توپ نقره آدیداس               | توپ برنز آدیداس                |
| ---------------------------- | ----------------------------- | ------------------------------ |
| ساموئل اتوئو (اینتر میلان)   | دیوکو کالویتوکا (تی‌پی مازمبه) | آندرس دی‌الساندرو (اینتر میلان) |
| جایزه بازی جوانمردانه        |                               |                                |
| اینتر میلان                  |                               |                                |